# Giáo hoàng Innôcentê I
Innôcentê I (tiếng La Tinh: Innocentius I) là người kế nhiệm Giáo hoàng Anastasius I và là vị Giáo hoàng thứ 40. Ông được suy tôn là một vị thánh của Giáo hội Công giáo. Theo niên giám tòa thánh năm 1861 thì ông lên ngôi năm 401 và ở ngôi trong 16 năm. Niên giám tòa thánh năm 2003 thì triều đại của ông kéo dài từ ngày 22 tháng 12 năm 401 cho tới ngày 12 tháng 3 năm 417.
Có rất ít thông tin về vị Giáo hoàng này trước khi ông được bầu làm Giáo hoàng. Liber Pontificalis cho biết ông sinh tại Albano, Rôma và cha của ông là Innocent. Trong khi đó Jerome lại cho rằng, cha của ông là Giáo hoàng Anastasius I (được sinh ra trước khi cha được bầu làm Giáo hoàng). Ông ngày càng có vị thế trong giáo hội. Sau cái chết của Anastasius (tháng 12 năm 401), ông đã được các Giám mục và nhân dân nhất trí bầu làm Giám mục của Roma.

## Triều đại giáo hoàng
Innôcentê I đã thiết lập các nghi thức của lễ nghi Rôma; Các thư của ông chứng tỏ hoạt động của ông nhằm làm cho quy luật Rôma về phụng vụ, giáo luật và luân lý được thắng thế ở Tây phương.
Năm 417, ông phê chuẩn sự lên án ở Phi châu chống lại Pêlagiô và Cêlestiô. Trong triều đại của mình, Giáo hoàng Innôcentê I đã phải đương đầu với phe Pelagius (Pêlagiô). Pelagius (360-422), người xứ Britannia, cùng với môn đệ là Celestius, phủ nhận hiệu năng của ân sủng và tội nguyên tổ. Cả hai đã bị Innôcentê I kết án.
Giáo hoàng Innôcentê I đã bênh vực Thánh Gioan Kim Khẩu bị giải nhiệm và bị lưu đày do Théophile d’Alexandrie xúi giục. Gioan Kim Khẩu (344-407) là một giáo phụ ngành giảng thuyết và là gương mẫu cho các nhà hùng biệt. Năm 403, ông bị kết án lưu đày nhưng trở về mấy ngày sau.
Năm 416, Innôcentê I đã viết một lá thư cho Decentius de Gubbiô để giải thích về Fermentum. Theo đó, các linh mục trong các nhà thờ ngoài thành Rôma, vì phải lo cho giáo dân nên không có mặt trong thánh lễ của giáo hoàng, chính vì thế họ nhận được Fermentum tức là một chút bánh thánh do chính Giáo hoàng truyền phép và do một thầy Acolythus mang về; các linh mục nội thành sẽ nhận được Scyphus, thì các linh mục ngoại thành sẽ nhận được fermentum. Vì các linh mục ở rất xa, nên có thể fermentum sẽ khô đi. Vì thế vị linh mục sẽ lấy fermentum nhúng vào rượu thánh cho mềm lại để rước lấy. Sau này, việc nhúng trở thành nghi lễ chính thức trong thánh lễ. Sau khi bẻ bánh, linh mục sẽ bẻ một góc bánh bỏ hẳn vào rượu.

## Sự xâm lấn của người phương Bắc
Đêm 31 tháng 12 năm 406, chiến tuyến sông Ranh bị chọc thủng. Từ bờ biển Baltic và rừng German, dân Franc, Burgundo, Suevo, Herulo, Vandal và Alano đã vượt qua biên giới của đế quốc Rôma tràn vào xứ Gallia. Trong khi đó, quân Goth từ miền đông kéo sang Ý. Alaricus tấn công thành Rô-ma ngày 24 tháng 8 năm 410, vào chính giờ mà ở Ravenna, Giáo hoàng tranh luận với hoàng đế Hônôricô về thời cơ làm cho vị thủ lĩnh Visigốt trở thành tư lệnh các lực lượng đế quốc, hình như là một cái ngàm hãm đối với Innôcentê. Giáo hội phải chấp nhận sự cai quản từng phần; mỗi Giám mục hoàn toàn chịu trách nhiệm giáo phận của mình mà không báo cáo với Rôma.
Đối với Innôcentê chỉ có một thẩm quyền mạnh mẽ, thẩm quyền không còn được đế quốc bảo đảm nữa, mới có thể bảo đảm được sự giải thoát của Giáo hội. Khuynh hướng này đã được các vị tiền nhiệm của ông, Anastasinus I và nhất là Siricius khởi đầu sẽ rõ nét hơn dưới triều của Innocent I, nhưng chưa đạt được điều gì thì đế quốc rơi vào tay dân tộc phương bắc. Ông củng cố thẩm quyền của Giáo hoàng bằng cách tăng cường những mối liên kết với các Giám mục Tây phương (Cartagô, Tarragônê…) và cả đông phương nữa(Thessalônica) và đỏi hỏi những vấn đề giáo lý phải được tranh luận tại Rô-ma. Ông cũng mạnh mẽ lên án thuyết Pêlagiô.
Ngày 23 tháng 10 năm 410, Alaricus vua Goth tiến vào Rô-ma sau ba lần công hãm, phá phách khắp nơi, trừ vương cung thánh đường thánh Phê-rô và Phao-lô. Giáo hoàng Innôcentê I đã thuyết phục Honorius ngăn cấm những cuộc quyết đấu võ thuật tại các thao trường. Ông đã thử hoà giải Alaric và Hônoriô để ngăn thảm họa.

## Qua đời
Ông mất ngày 12 tháng 3 năm 417. Mặc dù từ thế kỳ XIII cho tới thế kỷ XX, ông được mừng kính vào ngày 28 tháng 7. Hiện nay, ngày lễ kính của ông là ngày 12 tháng 3.